# Ianduba patua
Ianduba patua là một loài nhện trong họ Corinnidae.
Loài này thuộc chi Ianduba. Ianduba patua được miêu tả năm 1997 bởi Bonaldo.